# Jacob Spengler
Jacob Spengler (* 21. Mai 1537 in St. Gallen; † 9. Juli 1613 ebenda) war ein Bürgermeister von St. Gallen (Schweiz).

## Leben
Jacob Spengler war der Sohn des Leonhard Spengler, Stadtrichter, und dessen Ehefrau Barbara, geb. Scherrer.
Er war Angehöriger der Schusterzunft und von 1564 bis 1571 Elfer sowie von 1572 bis 1573 deren Zunftmeister.
Von 1574 bis 1580 war er Ratsherr und in dieser Zeit 1579 Obervogt sowie von 1580 bis 1613 im Wechsel mit Hans Wetter (gewählt 1580), Konrad Friederich, Othmar Reiner (gewählt 1588), Heinrich Keller (gewählt 1600) und Joachim Reutlinger (gewählt 1601) im Dreijahresturnus Amtsbürgermeister, Altbürgermeister und Reichsvogt. In der Zeit von 1582 bis 1613 war er zusätzlich Pannerherr bzw. Pannerhauptmann sowie von 1519 bis 1613 Schulratsobmann.
Jacob Spengler heiratete 1568 Katharina, Tochter des Jacob Donder.